# 田中数之助

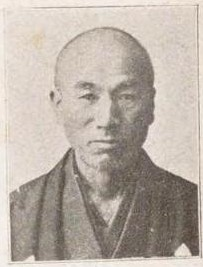
田中数之助

田中 数之助（數之助、たなか かずのすけ、1849年9月10日（嘉永元年8月13日）- 1924年（大正13年）4月7日）は、明治から大正期の酒造家、実業家、政治家。衆議院議員、京都府南桑田郡亀岡町長。旧姓・原田。

## 経歴
丹波国桑田郡西条村（京都府南桑田郡曽我部村字西条を経て現亀岡市曽我部町西条）で、大地主、農業・原田八六の二男として生まれる。1869年（明治2年4月）桑田郡亀岡北町（現:亀岡市北町）の田中蔵一の養子となり、1872年（明治5年2月）分家して安町（現:亀岡市安町）に一家を構えた。
その後、通称「新酒屋」と称される酒造業を営み、銘酒「天狗」の販売で知られた。1888年（明治21年）南桑田郡酒造組合長に就任し31年間在任。その他、亀岡銀行取締役、京都府農工銀行取締役頭取、丹波寒天監査役などを務めた。1922年（大正11年）2月、京都府農工銀行が日本勧業銀行に合併後は、同京都府顧問嘱託に就任した
1884年（明治17年）亀岡安町外11カ町村連合戸長に就任。1889年（明治22年）4月、町村制の施行により亀岡町会議員となる。同年、亀岡町長に就任し7年間在任した。この間、区有林の統一による植林計画の実施、南桑田郡・船井郡の治水会設立などに尽力した。1894年（明治27年）2月、京都府会議員に選出され2期在任し、1898年（明治31年）7月に退任した。この間、常置委員も務めた。
1903年（明治36年）3月、第8回衆議院議員総選挙（京都府郡部、立憲政友会）で初当選し、1912年（明治45年）5月の第11回総選挙（京都府郡部、立憲政友会）でも再選され、衆議院議員に通算2期在任した。

## 親族
- 養父・叔父 田中蔵一（父の弟）[1]
- 妻 田中こま（養父長女）[1]
- 義兄・従兄弟 田中源太郎（養父長男）[1]